# Макролиды

Эритромицин — основной представитель класса макролидов

Макролиды — группа лекарственных средств, большей частью антибиотиков, основой химической структуры которых является макроциклическое 14- или 16-членное лактонное кольцо, к которому присоединены один или несколько углеводных остатков. Макролиды относятся к классу поликетидов, соединениям естественного происхождения.
Также к макролидам относят:
- азалиды, представляющие собой 15-членную макроциклическую структуру, получаемую путём включения атома азота в 14-членное лактонное кольцо между 9 и 10 атомами углерода;
- кетолиды — 14-членные макролиды, у которых к лактонному кольцу при 3 атоме углерода присоединена кетогруппа.

Кроме этого, в группу макролидов номинально входит относящийся к иммунодепрессантам препарат такролимус, химическую структуру которого составляет 23-членное лактонное кольцо.
Макролиды относятся к числу наименее токсичных антибиотиков.
Макролидные антибиотики являются одной из самых безопасных групп антимикробных препаратов и хорошо переносятся пациентами. При применении макролидов не отмечено случаев гемато- и нефротоксичности, развития хондро- и артропатий, токсического влияния на центральную нервную систему, фотосенсибилизацию, а ряд нежелательных лекарственных реакций, свойственных другим классам антимикробных препаратов, в частности анафилактические реакции, тяжёлые токсико-аллергические синдромы и антибиотик-ассоциированная диарея, встречаются
крайне редко.

## История
Эритромицин, положивший начало классу макролидов был получен в 1952 году учёными американской фармацевтической компании "Эли Лилли" из почвенного актиномицета Streptomyces erythreus и использовался для лечения инфекций, вызванных грамположительными бактериями как альтернативный препарат у пациентов с аллергией на пенициллины. Эритромицин сохранил своё место в арсенале врачей и до настоящего времени.
Расширение сферы применения макролидов произошло в 70—80-х годах благодаря их высокой активности в отношении внутриклеточных возбудителей, таких как микоплазмы, хламидии, кампилобактерии и легионеллы.
Это послужило стимулом для разработки и внедрения в клинику новых макролидных препаратов, обладающих улучшенными фармакокинетическими и микробиологическими параметрами, а также для более детального изучения некоторых ранних макролидов, например, спирамицина.
В 1996 году была открыта новая группа 18-членных макролидов из губки Leucascandra caveolata, обитающей в Новой Каледонии, названный  Leucascandrolide A.

## Общие свойства
- преимущественно бактериостатическое действие;
- активность против грамположительных кокков (стрептококки, стафилококки) и внутриклеточных и мембранных паразитов (микоплазмы, хламидии, кампилобактерии и легионеллы);
- высокие концентрации в тканях (на порядки выше плазменных);
- отсутствие перекрёстной аллергии с β-лактамами;
- низкая токсичность.

## Классификация макролидов
Макролидные антибиотики делятся на несколько групп в зависимости от способов получения и химической структурной основы.
|                   | 14-членные | 15-членные (азалиды)     | 16-членные                                   |
| ----------------- | --- | ------------------------ | -------------------------------------------- |
| природные         | эритромицин олеандомицин |                          | мидекамицин спирамицин лейкомицин джозамицин |
| пролекарства      | эфиры эритромицина: пропионил, этилсукцинат соли эритромицина: стеарат, аскорбинат, фосфат, сукцинат соли эфиров эритромицина: эстолат, пропионил меркаптосукцинат, ацистрат, ацетилцистеинат соли олеандомицина: гидрохлорид, фосфат эфиры олеандомицина: тролеандомицин |                          | соли мидекамицина: ацетат (миокамицин)       |
| полусинтетические | рокситромицин кларитромицин диритромицин флуритромицин кетолиды: телитромицин | азитромицин гамитромицин | рокитамицин                                  |